# 2011 MD
2011 MD ist ein erdnaher Asteroid mit einer erdähnlichen Bahn.
2011 MD wurde am 22. Juni 2011 durch LINEAR entdeckt, wobei er zunächst für Weltraummüll gehalten wurde.
Am 27. Juni 2011 gegen 17:00 UTC kam 2011 MD der Erde  bis auf etwa 12000 km nahe.
Nach der Erdpassage ergab sich zunächst eine beobachtete Bahnabweichung von 20 Bogensekunden zur errechneten Position. Die Ursache ist, dass 2011 MD so tief in das Schwerefeld der Erde eindrang, dass nicht nur die Masse, sondern auch die sonst immer vernachlässigte Abplattung der Erde einen messbaren Einfluss auf seine Bahn hatte. Dieser Effekt wird in der Software für die Berechnung erdnaher Asteroidenpassagen nach dieser Passage in Zukunft  berücksichtigt.
2011 MD war ein mögliches Zielobjekt der für 2019 geplanten, aber 2017 gestrichenen Asteroid Redirect Mission der NASA.